# Liste des médaillés olympiques en baseball
Le baseball est un sport d'équipe masculin qui a été disputé aux Jeux olympiques d'été entre 1992 et 2008.

## Médaillés
| Édition        | Or | Argent | Bronze |
| -------------- | --- | --- | --- |
| Barcelone 1992 | Cuba Omar Ajete Rolando Arrojo José Raúl Delgado Diez Giorge Diaz Loren Osvaldo Fernández José Estrada González Lourdes Gourriel Orlando Hernández Alberto Hernández Orestes Kindelán Omar Linares Germán Mesa Víctor Mesa Antonio Pacheco Massó Juan Padilla (en) Luis Ulacia Ermidelio Urrutia Jorge Luis Valdés Lázaro Vargas                                       | Chinese Taipei Chang Cheng-hsien Chang Wen-chung Chang Yaw-teing Chen Chi-hsin Chen Wei-chen Chiang Tai-chuan Huang Chung-yi Huang Wen-po Jong Yeu-jeng Ku Kuo-chian Kuo Lee Chien-fu Liao Ming-hsiung Lin Chao-huang Lin Kun-han Lo Chen-jung Lo Kuo-chong Pai Kun-hong Tsai Ming-hung Wang Kuang-shih Wu Shih-hsih                                                                          | Japon Tomohito Ito Shinichiro Kawabata Masahito Kohiyama Hirotami Kojima Hiroki Kokubo Takashi Miwa Hiroshi Nakamoto Masafumi Nishi Kazutaka Nishiyama Koichi Oshima Hiroyuki Sakaguchi Shinichi Sato Yasuhiro Sato Masanori Sugiura Kento Sugiyama Yasunori Takami Akihiro Togo Koji Tokunaga Shigeki Wakabayashi Katsumi Watanabe                                                      |
| Atlanta 1996   | Cuba Omar Ajete Miguel Caldés Luis José Contreras Jorge Fumero José Estrada González Alberto Hernández Rey Isaac Orestes Kindelán Pedro Luis Lazo Omar Linares Omar Luis Juan Manrique Eliecer Montes de Oca Antonio Pacheco Juan Padilla (en) Eduardo Paret Ormari Romero Antonio Scull Luis Ulacia Lázaro Vargas                                                     | Japon Kosuke Fukudome Tadahito Iguchi Makoto Imaoka Takeo Kawamura Jutaro Kimura Takashi Kurosu Takao Kuwamoto Nobuhiko Matsunaka Koichi Misawa Masahiko Mori Masao Morinaka Daishin Nakamura Masahiro Nojima Hideaki Okubo Hitoshi Ono Yasuyuki Saigo Tomoaki Sato Masanori Sugiura Takayuki Takabayashi Yoshitomo Tani                                                                      | États-Unis Chad Allen Kris Benson R. A. Dickey Troy Glaus Chad Green Seth Greisinger Kip Harkrider A. J. Hinch Jacque Jones Billy Koch Mark Kotsay Matthew LeCroy Travis Lee Braden Looper Brian Loyd Warren Morris Augie Ojeda Jim Parque Jeff Weaver Jason Williams |
| Sydney 2000    | États-Unis Brent Abernathy Kurt Ainsworth Pat Borders Sean Burroughs John Cotton Travis Dawkins Adam Everett Ryan Franklin Chris George Shane Heams Marcus Jensen Mike Kinkade Rick Krivda Doug Mientkiewicz Mike Neill Roy Oswalt Jon Rauch Anthony Sanders Bobby Seay Ben Sheets Brad Wilkerson Todd Williams Ernie Young Tim Young                                  | Cuba Omar Ajete Yovany Aragon Miguel Caldés Danel Castro José Contreras Yobal Dueñas Yasser Gómez José Ibar Orestes Kindelán Pedro Luis Lazo Omar Linares Oscar Macías Juan Manrique Javier Méndez Rolando Meriño Germán Mesa Antonio Pacheco Massó Ariel Pestano Gabriel Pierre Maels Rodríguez Antonio Scull Luis Ulacia Lázaro Valle Norge Luis Vera                                       | Corée du Sud Chang Song-ho Chong Tae-hyon Chung Min-tae Chung Soo-keun Hong Sung-heon Jang Sung-ho Jin Pil-jung Kim Dong-joo Kim Han-soo Kim Ki-tae Kim Soo-kyung Kim Tae-gyun Koo Dae-sung Lee Byung-kyu Lee Seung-ho Lee Seung-yeop Lim Chang-yong Lim Sun-dong Park Jae-hong Park Jin-man Park Jong-ho Park Kyung-oan Park Seok-jin Son Min-han Song Jin-woo                          |
| Athènes 2004   | Cuba Danny Betancourt Luis Borroto Frederich Cepeda Yorelvis Charles Michel Enríquez Norberto González Yulieski Gourriel Pedro Luis Lazo Roger Machado Jonder Martínez Frank Montieth Vicyohandri Odelín Adiel Palma Eduardo Paret Ariel Pestano Alexei Ramírez Eriel Sánchez Antonio Scull Carlos Tabares Yoandry Urgellés Osmani Urrutia Manuel Vega Norge Luis Vera | Australie Craig Anderson Thomas Brice Adrian Burnside Gavin Fingleson Paul Gonzalez Nick Kimpton Brendan Kingman Craig Lewis Graeme Lloyd David Nilsson Trent Oeltjen Wayne Ough Chris Oxspring Brett Roneberg Ryan Rowland-Smith John Stephens Phil Stockman Brett Tamburrino Richard Thompson Andrew Utting Rodney Van Buizen Ben Wigmore Glenn Williams Jeff Williams                      | Japon Ryoji Aikawa Yuya Ando Atsushi Fujimoto Kosuke Fukudome Hirotoshi Ishii Hisashi Iwakuma Hitoki Iwase Kenji Johjima Makoto Kaneko Takuya Kimura Masahide Kobayashi Hiroki Kuroda Daisuke Matsuzaka Daisuke Miura Shinya Miyamoto Arihito Muramatsu Norihiro Nakamura Michihiro Ogasawara Naoyuki Shimizu Yoshinobu Takahashi Yoshitomo Tani Koji Uehara Kazuhiro Wada Tsuyoshi Wada |
| Pékin 2008     | Corée du Sud Bong Jung-keun Chong Tae-hyon Han Ki-joo Jang Won-sam Jeong Keun-woo Jin Kab-yong Kang Min-ho Kim Dong-joo Kim Hyun-soo Kim Kwang-hyun Park Jin-man Kim Min-jae Ko Young-min Kwon Hyuk Lee Dae-ho Lee Jin-young Lee Jong-wook Lee Seung-yeop Lee Taek-keun Lee Yong-kyu Oh Seung-hwan Ryu Hyun-jin Song Seung-jun Yoon Suk-min                            | Cuba Alexei Bell Frederich Cepeda Alfredo Despaigne Giorvis Duvergel Michel Enríquez Norberto González Yulieski Gourriel Miguel Lahera Pedro Luis Lazo Jonder Martínez Alexander Mayeta Rolando Meriño Luis Navas Héctor Olivera Vicyohandri Odelín Adiel Palma Eduardo Paret Yadier Pedroso Ariel Pestano Luis Miguel Rodríguez Elier Sánchez Eriel Sánchez Yoandry Urgellés Norge Luis Vera | États-Unis Brett Anderson Jake Arrieta Brian Barden Matthew Brown Trevor Cahill Jeremy Cummings Jason Donald Brian Duensing Dexter Fowler John Gall Mike Hessman Kevin Jepsen Brandon Knight Michael Koplove Matt LaPorta Lou Marson Blaine Neal Jayson Nix Nate Schierholtz Jeff Stevens Stephen Strasburg Taylor Teagarden Terry Tiffee Casey Weathers                                 |
| Tokyo 2020     | Japon Naho Emoto Motoko Fujimoto Megu Hirose Emi Inui Sachiko Ito Ayumi Karino Satoko Mabuchi Yukiyo Mine Masumi Mishina Rei Nishiyama Hiroko Sakai Rie Sato Mika Someya Yukiko Ueno Eri Yamada | États-Unis Monica Abbott Stacey Nuveman Crystl Bustos Jennie Finch Laura Berg Lauren Lappin Lovieanne Jung Cat Osterman Tairia Flowers Andrea Duran Jessica Mendoza Vicky Galindo Kelly Kretschman Caitlin Lowe Natasha Watley | République dominicaine Jodie Bowering Kylie Cronk Kelly Hardie Tanya Harding Sandra Allen Simmone Morrow Tracey Mosley Stacey Porter Melanie Roche Justine Smethurst Danielle Stewart Natalie Titcume Natalie Ward Belinda Wright Kerry Wyborn |